# Johnny Pritchett
Johnny Pritchett (* 15. Februar 1943 in Bingham, Nottinghamshire) ist ein ehemaliger englischer Boxer.

## Werdegang

### Amateurlaufbahn
Johnny Pritchett begann als jugendlicher in seiner Heimatstadt Bingham mit dem Boxen. Dazu wurde er Mitglied des Bingham & District ABC (Amateur-Boxing-Club). 1959 wurde er britischer Junioren-Meister (ABAE National Championships). Bei den Senioren gewann er diesen Titel erstmals 1962. Dabei besiegte er im Finale des Weltergewichts Harry Dean, Oxford YMCA, nach Punkten. Am 1. November 1962 vertrat er in London die Farben Englands in einem Länderkampf gegen die Sowjetunion. Im Weltergewicht unterlag er dabei gegen Wiktor Agejew nach Punkten. Vom 22. November 1962 bis zum 1. Dezember 1962 startete er bei den British Empire & Commonwealth-Games in Perth. Er siegte in Perth über Joe Darkey, Ghana, nach Punkten und bezwang Albert Turmel, JRS, durch K. o. in der 2. Runde. Im Endkampf unterlag er dem Neuseeländer Wally Coe knapp nach Punkten.
Im Frühjahr 1963 stand er bei Länderkämpfen noch dreimal in der englischen Staffel. Am 10. Januar 1963 siegte er in Glasgow über James Malcolm aus Schottland nach Punkten, am 31. Januar 1963 siegte er in London über C. Rice aus Irland nach Punkten und am 7. Februar 1963 gewann er in Kopenhagen über Walter Hansen, Dänemark, nach Punkten. Anschließend wurde er zum zweiten Mal britischer Meister. Im Finale des Weltergewichts siegte er dabei über Ralph Charles, West Ham ABC, nach Punkten. Im Mai 1963 startete er auch noch bei der Europameisterschaft in Moskau im Halbmittelgewicht. Er siegte dort in der 1. Runde über Tommy Joyce aus Irland, konnte aber im Viertelfinale gegen Andrew Wyper aus Schottland verletzungsbedingt nicht mehr antreten. Er belegte damit den 5. Platz.

#### Meisterschafts-Erfolge
| Jahr | Platz | Meisterschaft von/der                        | Gewichtsklasse | Ergebnisse |
| 1959 | 1.    | Brit. ABAE-Junioren-Championships            |                | |
| 1962 | 1.    | Brit. ABAE-Championships                     | Welter         | mit Punktsiegen im Halbfinale über Robert Keddie und im Finale über Harry Dean, Oxford YMCA                                                                    |
| 1962 | 2.    | British Empire & Commonwealth Games in Perth | Welter         | mit einem Punktsieg über Joe Darkey, Ghana und einem K.O.-Sieg in der 2. Runde über Albert Turmel, JRS und einer Punktniederlage gegen Wally Coe, Neuseeland   |
| 1963 | 1.    | Brit. ABAE-Championships                     | Welter         | mit Punktsiegen im Halbfinale über James Malcolm und im Finale über Ralph Charles, West Ham ABC                                                                |
| 1963 | 5.    | Boxeuropameisterschaften 1963 in Moskau      | Halbmittel     | nach einem Punktsieg über Tommy Joyce, Irland; zum Viertelfinalkampf gegen Andrew Wyper, Schottland, konnte Johnny Pritchett verletzungsbedingt nicht antreten |

#### Länderkämpfe
| Datum     | Ort        | Begegnung                | Gewichtsklasse | Ergebnis                            |
| 1.11.1962 | London     | England gegen UdSSR      | Welter         | Punktniederlage gegen Wiktor Agejew |
| 10.1.1963 | Glasgow    | Schottland gegen England | Welter         | Punktsieg über James Malcolm        |
| 31.1.1963 | London     | England gegen Irland     | Welter         | Punktsieg über C. Rice              |
| 7.2.1963  | Kopenhagen | Dänemark gegen England   | Welter         | Punktsieg über Walter Hansen        |

### Profilaufbahn
Johnny Pritchett wurde im Sommer 1963 Berufsboxer. Sein Domizil war Bingham. Er startete immer im Mittelgewicht und bestritt viele seiner Kämpfe im Eis-Stadion von Nottingham. Seinen ersten Kampf bestritt er am 12. November 1963 in Wembley und kam dabei zu einem Techn. K.-o.-Sieg in der 2. Runde über seinen Landsmann Les Ferdinand.
Danach blieb Johnny Pritchett in weiteren 32 Kämpfen in Folge ungeschlagen. Er verzeichnete dabei 31 Siege und 1 Unentschieden.
Am 8. November 1965 wurde er in Nottingham mit einem Techn. K.-o.-Sieg in der 12. Runde über Wally Swift aus Nottingham britischer Meister im Mittelgewicht. Am 31. Januar 1966 siegte er in Manchester erstmals über einen starken Boxer vom europäischen Kontinent, Fabio Bettini aus Frankreich, nach Punkten. Am 21. März 1966 verteidigte er in Nottingham seinen britischen Meistertitel mit einem Techn. K.-o.-Sieg in der 13. Runde über Nate Jacobs. Am 20. Februar 1967 verteidigte er in Nottingham diesen Titel mit einem Punktsieg nach 15 Runden über Wally Swift erneut.
Am 24. April 1967 boxte Johnny Pritchett in Nottinham in einem Nichttitelkampf gegen Milo Calhoun unentschieden. Das war sein 26. Kampf als Profi und der erste, den er nicht gewann. Am 19. Oktober 1967 kämpfte er dann in Manchester gegen Milo Calhoun um den britischen Titel und den Titel des Commonwealth. Dieses Mal besiegte er Milo Calhoun durch Techn. K. o. in der 8. Runde. Am 5. Dezember 1967 schlug er in Kensington den US-Amerikaner Wilbert McClure, der als Amateurboxer 1960 Olympiasieger im Halbmittelgewicht geworden war, als Profiboxer aber nie ganz die Weltspitze erreichte, über 10 Runden nach Punkten.
Am 26. Februar 1968 verteidigte Johnny Pritchett in Nottingham den britischen und Commonwealth-Meistertitel mit einem Punktsieg nach 15 Runden über Les McAteer erfolgreich. Am 20. Februar 1969 boxte er dann in Mailand gegen den in Italien eingebürgerten Argentinier Carlo Duran (Juan Carlos Duran) um den Europameistertitel im Mittelgewicht. In dem ziemlich rau geführten Kampf wurde Johnny Pritchett in der 13. Runde wegen Kopfstoßens disqualifiziert.
Obwohl er erst 26 Jahre alt war, bestieg er danach als Kämpfer nie wieder den Boxring. Er wurde Box-Trainer und wirkte viele Jahre lang als erfolgreicher Manager von Berufsboxern und als Promoter (Veranstalter) von Profi-Boxkämpfen in England.

### Titelkämpfe als Profi
| Datum      | Ort        | um den Titel von/des          | Gewichtsklasse | Ergebnis                                                     |
| 8.11.1965  | Nottingham | Großbritannien                | Mittel         | Techn. K.O.-Sieg in der 12. Runde über Wally Swift           |
| 21.3.1966  | Nottingham | Großbritannien                | Mittel         | Techn. K.O.-Sieg in der 13. Runde über Nate Jacobs           |
| 20.2.1967  | Nottingham | Großbritannien                | Mittel         | Punktsieg nach 15 Runden über Wally Swift                    |
| 19.10.1967 | Manchester | Großbritannien + Commonwealth | Mittel         | Techn. K.O.-Sieg in der 8. Runde über Milo Calhoun           |
| 26.2.1968  | Nottingham | Großbritannien + Commonwealth | Mittel         | Punktsieg nach 15 Runden über Les McAteer                    |
| 20.2.1969  | Mailand    | Europa (EBU)                  | Mittel         | Disq.-Niederlage in der 13. Runde gegen Carlo Duran, Italien |